# كاري ويلوش
كاري ويلوش هو اقتصادي وسياسي نرويجي، ولد في 3 أكتوبر 1928 في أوسلو في النرويج. نشط حزبياً في حزب المحافظين.

## مناصب
- انتخب زعيم حزب حزب المحافظين (1970 – 1974).
- انتخب حاكم مقاطعة أوسلو وآكرشوس  [لغات أخرى]‏ (1989 – 1998).
- انتخب عضو برلمان النرويج  [لغات أخرى]‏ عن دائرة أوسلو [الإنجليزية]‏ وقد انضم خلال فترته النيابية ‏ (1 أكتوبر 1985 – 30 سبتمبر 1989) للكتلة البرلمانية حزب المحافظين.
- انتخب عضو برلمان النرويج  [لغات أخرى]‏ عن دائرة أوسلو [الإنجليزية]‏ وقد انضم خلال فترته النيابية ‏ (1981 – 1985) للكتلة البرلمانية حزب المحافظين.
- انتخب عضو برلمان النرويج  [لغات أخرى]‏ عن دائرة أوسلو [الإنجليزية]‏ وقد انضم خلال فترته النيابية ‏ (1977 – 1981) للكتلة البرلمانية حزب المحافظين.
- انتخب عضو برلمان النرويج  [لغات أخرى]‏ عن دائرة أوسلو [الإنجليزية]‏ وقد انضم خلال فترته النيابية ‏ (1973 – 1977) للكتلة البرلمانية حزب المحافظين.
- انتخب عضو برلمان النرويج  [لغات أخرى]‏ عن دائرة أوسلو [الإنجليزية]‏ وقد انضم خلال فترته النيابية ‏ (1969 – 1973) للكتلة البرلمانية حزب المحافظين.
- انتخب عضو برلمان النرويج  [لغات أخرى]‏ عن دائرة أوسلو [الإنجليزية]‏ وقد انضم خلال فترته النيابية ‏ (1965 – 1969) للكتلة البرلمانية حزب المحافظين.
- انتخب عضو برلمان النرويج  [لغات أخرى]‏ عن دائرة أوسلو [الإنجليزية]‏ وقد انضم خلال فترته النيابية ‏ (1961 – 1965) للكتلة البرلمانية حزب المحافظين.
- انتخب نائب عضو برلمان النرويج  [لغات أخرى]‏ عن دائرة أوسلو [الإنجليزية]‏ وقد انضم خلال فترته النيابية ‏ (1954 – 1957) للكتلة البرلمانية حزب المحافظين.
- انتخب وزير التجارة والشحن [الإنجليزية]‏ (28 أغسطس 1963 – 25 سبتمبر 1963).
- انتخب وزير التجارة والشحن [الإنجليزية]‏ (12 أكتوبر 1965 – 5 يونيو 1970).
- انتخب رئيس المجلس الشمالي [الإنجليزية]‏ (1973 – 31 ديسمبر 1973).
- انتخب عضو برلمان النرويج  [لغات أخرى]‏ عن دائرة أوسلو [الإنجليزية]‏ وقد انضم خلال فترته النيابية ‏ (1958 – 1961) للكتلة البرلمانية حزب المحافظين.
- انتخب رئيس وزراء النرويج (14 أكتوبر 1981 – 9 مايو 1986).

## وصلات خارجية
- كاري ويلوش على موقع IMDb (الإنجليزية)
- كاري ويلوش على موقع مونزينجر (الألمانية)
- كاري ويلوش على موقع قاعدة بيانات الفيلم (الإنجليزية)